# Parna turbina
Parna turbina je naprava, ki spreminja termično energijo pare v mehansko delo. Parno turbino naj bi izumila dva inženirja: britanski sir Charles Parsons (1854–1931) reakcijsko turbino in švedski inženir Gustaf de Laval (1845–1913) impulzno turbino. Moderne parne turbine so največkrat kombinacija reakcijske in impulzne turbine. 
Rotirajoče gibanje izhodne gredi se največkrat uporablja za generiranje elektrike. Daleč največ električne energije v svetu se proizvaja s parnimi turbinami z uporabo Rankinovega cikla.
Približno 80% elektrike v ZDA se generira s parno turbino.. Uporabljajo se pri klasičnih termoelektrarnah na premog ali biomaso, v jedrskih elektrarnah, kot dodatni cikel pri plinskih elektrarnah, pri geotermalnih elektrarnah, pri solarnih stolpovih v paraboličnih solarnih elektrarnah.

## Zgodovina
Prvo napravo, ki bi jo lahko kvalificirali kot reakcijska turbina, je pravzaprav igrača Aeolipile iz 1. stoletja, ki jo opisal matematika Hero iz antične Grčije.. V letu 1551 je Taqi al-Din Muhammad ibn Ma'ruf v Egiptu opisal delovanje preproste naprave za rotiranje. Pozneje v 1629 sta Italijan Giovanni Branca in Anglež John Wilkins opisala delovanje parne turbine.
Moderno turbino je izdelal Charles Parsons v letu 1884, povezal jo je 7,5 kilovatnim dinamom, ki je generiral elektriko. . Izum je omogočil velike količine poceni električne energije ter revolucioniral ladijski transport. Parsonova turbina je bila reakcijskega tipa. Njegov patent je licenciral ameriški energetski magnat George Westinghouse. Parsonovo turbino se je dalo zlahka povečati od začetnih 7,5 kw do 50.000 kW. Danes se uporabljajo parne turbine z močjo od <0,75 kW (<1 KM) pa tudi čez 1.500.000 kW (2 000 000 KM).

## Zasnova
Lopatice statorja so pritrjena na ohišje turbine, lopatice rotorja pa na rotirajočo gred. En set statičnih in rotirajočih lopatic se imenuje stopnja. Po navadi ima turbina več stopenj za bolj efektivno izkoriščanje energije pare. 
Impulzna turbina: Vodila (stator) tvorijo šobo, kjer para pospeši in zadane lopatice rotorja. S tem pade tlak in se poveča hitrost pare. Lopatice rotorja se premikajo pod vplivom kinetične energije pare (impulza) - s tem se spremeni hitrost pare, tlak pa skoraj nič. Taka turbina se imenuje impulzna turbina, Curtissova turbina ali Rateau turbina. Transfer energije impulznih turbin opisuje drugi Newtonov zakon.
Reakcijska turbina: pri tej turbini so lopatice rotorjev oblikovane tako, da tvorijo konvergenčno šobo. Vodila statorja vodijo paro na lopatice rotorja. Lopatice rotorja in statorja so nesimetrične (podobne letalskemu krilu). Turbina izkorišča reakcijsko silo, ki nastane, ko para pospešuje. Tlak pade tako na vodilu (statorju) kot na lopaticah (rotorju). Med potovanjem se spreminja hitrost pare, na statorju se poveča in upočasni na rotorju, vendar je na izhodu približno enaka začetni. Se pa zaradi opravljenega dela zmanjšata pritisk in temperatura.  Prenos energije reakcijskih turbin opisuje Tretji Newtonov zakon.
Večina turbin je kombinacija impulznih in reakcijskih.